# 온두라스 여자 축구 국가대표팀
온두라스 여자 축구 국가대표팀은 온두라스를 대표하는 여자 축구 국가대표팀으로 온두라스 축구 연맹에서 감독·관리한다. 이 팀은 중앙아메리카 축구 연맹 소속으로 아직까지 FIFA 여자 월드컵이나 CONCACAF W 챔피언십 본선 출전 경험은 없다.

## 국제 대회 경력

### CONCACAF W 챔피언십
아직 본선 진출 경험은 없으나 5번의 북중미 여자 챔피언십 예선(1998년, 2000년, 2002년, 2010년, 2014년)에 참가하여 이 중 2002년과 2014년 대회 예선에서 각각 파나마(6 - 2)와 벨리즈(8 - 0)에게 대승을 거둔 바 있는데 특히 벨리즈와의 2014년 대회 중앙 아메리카 지역 예선 A조 1차전에서 거둔 8-0 대승은 현재까지도 온두라스 여자 축구가 최다 점수차로 승리한 국제 경기로 기록되어 있다.

### 중앙 아메리칸 게임
2001년 대회에서 4경기 1승 1무 2패의 성적으로 은메달을 차지하며 모든 국제 대회를 통틀어 가장 좋은 성과를 남겼지만 이후 참가한 2013년 대회에서는 파나마(2 - 3)와 과테말라(2 - 6)를 상대로 2전 전패를 당하며 조별리그 탈락의 고배를 마셨다.

## 성적

### FIFA 여자 월드컵
- 1991년 ~ 1995년: 불참
- 1999년 ~ 2003년: 진출 실패
- 2007년: 기권
- 2011년 ~ 2015년: 진출 실패
- 2019년: 불참

### CONCACAF W 챔피언십
- 1991년 ~ 1994년: 불참
- 1998년 ~ 2002년: 진출 실패
- 2006년: 기권
- 2010년 ~ 2014년: 진출 실패
- 2018년: 불참

### 중앙 아메리칸 게임
- 2001년: 은메달
- 2013년: 조별리그

## 같이 보기
- 온두라스 축구 국가대표팀
- 온두라스 축구 연맹